# Leuvens Alumni Orkest
Het Leuvens Alumni Orkest (LAO) is een symfonieorkest uit Leuven. Het is ontstaan uit het Universitair Symfonisch Orkest van Leuven en werd in 1996 door alumni en personeelsleden van de KU Leuven opgericht. Het orkest kan rekenen op een 70-tal actieve muzikanten. Het wordt geleid door Hans Casteleyn.

## Concerten
Het LAO brengt elk werkjaar twee concertprogramma's: een in december en een in mei. Jaarlijks geeft het een vijftal concerten. Het werd reeds driemaal uitgenodigd door het Festival van Vlaanderen. In 2004 begeleidde het op uitnodiging van de Elisabethiade Leuven laureaten en kandidaten van de Koningin Elisabethwedstrijd Zang. In 2010 en 2016 ondernam het LAO op uitnodiging van het S&L Cultural Exchange Centre een concerttournee in China (Suzhou, Nanjing, Shanghai, Guangzhou, Shenzhen, ...).

## Programma's
Het LAO brengt vaak thematische concerten, soms in minder gebruikelijke settings. Het trad bv. op met Gery’s Big Band en met het Brabants Volksorkest. Het werkte ook samen met acteurs (Warre Borgmans, Michael Pas, Alain Rinckhout, Steve Geerts, Kevin Bellemans, Evelien Bosmans, Tom Van Bauwel, Marianne Devriese, Bert Huysentruyt), met Ketnet-wrapsters en met dansers. Vermeldenswaard zijn voorts de Belgische creatie van "Lettres oubliées" (Wouter Lenaerts) en van het concerto "Raise the Roof" van Michael Daugherty, en de wereldcreatie van "Trek" (Hanne Deneire).
Tevens heeft het LAO een kleine traditie van familievoorstellingen: "Peter en de wolf" (2001), de "Sp(r)ookjesconcerten" (2005), "Het grote winterprobleem" (2010), "Het gebroken zwaard" (2011) en "De steen der wijzen" (2019). "Het grote winterprobleem" betekende overigens de start van "Koning Lou", de theaterfiguur van de gelijknamige jeugdreeks op vtmKzoom. Het LAO bracht Koning Lou ook in Gent op de planken, op uitnodiging van het NTGent.
Voorts programmeert het LAO ook grote symfonische werken: symfonieën, concerto's, oratoria en orkestliederen. Het repertoire gaat van Haydn en Beethoven over Brahms en Dvořák tot Gershwin, Piazzolla en Sjostakovitsj. Voorts zet het LAO ook minder uitgevoerd repertoire op de affiche, zoals het vioolconcerto van Korngold, het altvioolconcerto van Martinů, de tweede symfonie van Vaughan Williams, Chants d'Auvergne van Canteloube, het Konzertstück voor 4 hoorns en orkest van Schumann, enz.

## Solisten
Het LAO concerteerde samen met koren en begeleidde solisten als Jef Neve en Liebrecht Vanbeckevoort (piano), Anneleen Lenaerts (harp), Yossif Ivanov, Sylvia Huang en Liesbeth Baelus (viool), Yvonne Van de Pol (altviool), Luc Tooten en Olsi Leka (cello), Gwen Cresens (bandoneon), Ivo Hadermann (hoorn), Jeroen Berwaerts (trompet), Luk Artois (pauken), de zangers Noémie Schellens, Inez Carsauw, Antonio Leonel, Koen Crucke, Hilda De Groote, Talar Dekrmanjian en Anne Cambier enz.

## Dirigenten
De eerste jaren werd vaak per project een dirigent geëngageerd, onder meer in functie van de muziek die werd geprogrammeerd. Zo speelde het LAO onder leiding van Peter Devos, Freddy Van Goethem, Geert Soenen (opera en operette), Gery Liekens (filmmuziek en musical), Ivo Venkov en Edmond Saveniers (opera en orkestliederen). Sinds 2004 is Hans Casteleyn de vaste dirigent van het orkest.

## Digitaal
In december 2013 speelde het Leuvens Alumni Orkest als eerste orkest ter wereld een volledig concertprogramma met gesynchroniseerde tablets in plaats van met klassieke bladmuziek. De tablets maken deel uit van een gesynchroniseerd digitaal platform ('Scora'): de muziek op de tablets volgt automatisch de voortgang van de muziek op de dirigentenconsole (er moeten er geen bladzijden meer worden "gedraaid" of gescrold) en de aantekeningen van de dirigent of de concertmeester worden naar elke tablet doorgestuurd. 